# 吉考
吉考是德国石勒苏益格－荷尔斯泰因州的一个市镇。总面积32.80平方公里，总人口1093人，其中男性542人，女性551人（2011年12月31日），人口密度33人/平方公里。